# Artūrs Kučs

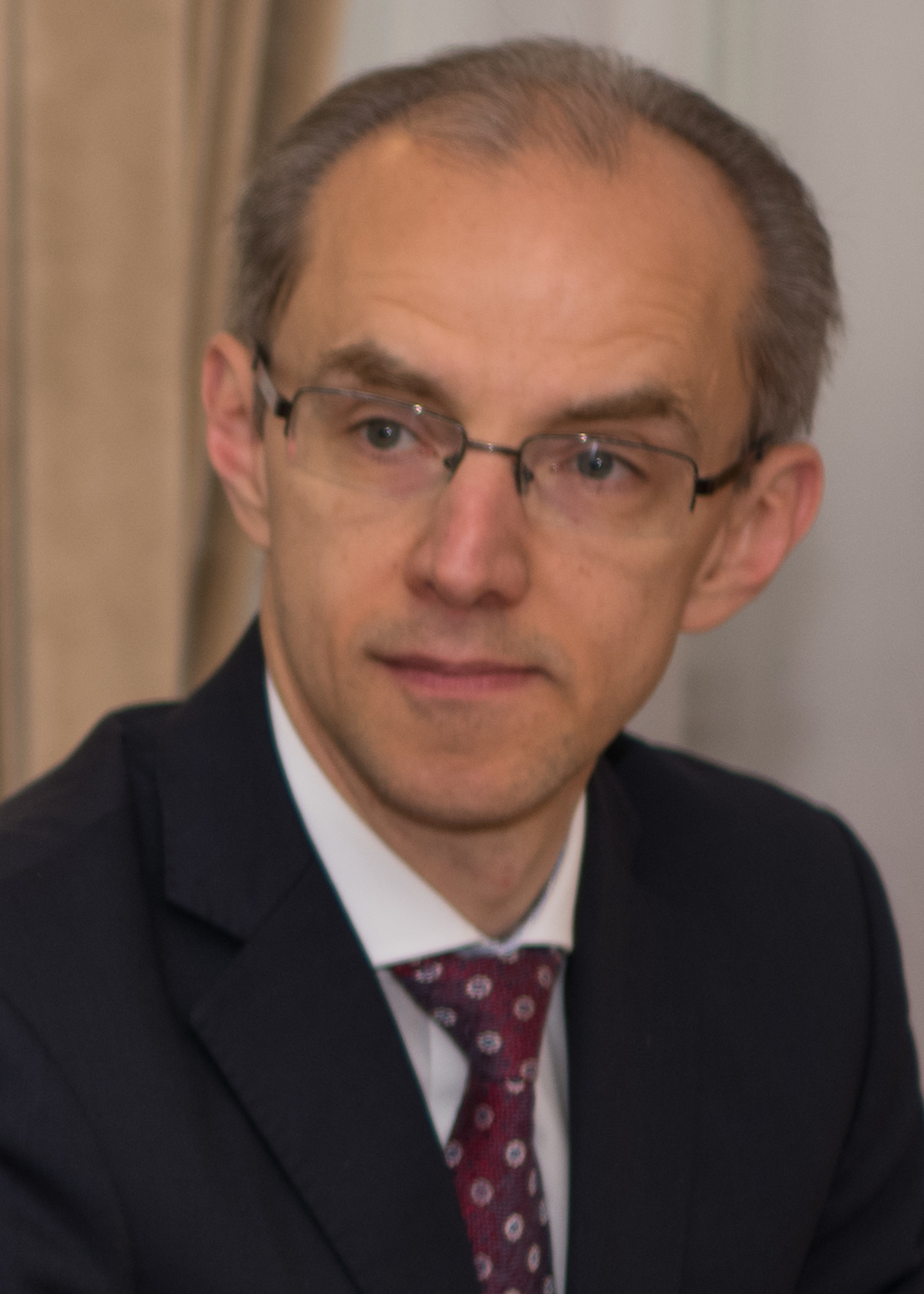
Artūrs Kučs (2019)

Artūrs Kučs (* 9. Dezember 1975 in Riga) ist ein lettischer Jurist und Richter am Europäischen Gerichtshof für Menschenrechte.

## Leben und Wirken
Kučs studierte zunächst Politikwissenschaften und später Rechtswissenschaften an der Universität Lettlands. Dort erwarb er 2001 den Bachelorgrad in Rechtswissenschaften. Dem schloss er einen Masterstudiengang für Menschenrechten und Demokratisierung, den er mit dem European Master’s Degree 2002 an den Universitäten Padua und Lund abschloss. 2002 wurde er Direktor des Menschenrechtsinstituts der Universität Lettlands und war dort als Dozent tätig. 2006 wurde er von der juristischen Fakultät der Universität Lettlands in Kooperation mit der Universität Aarhus zum Dr. iur. promoviert. 2007 übernahm er den ordentlichen Lehrstuhl für Internationales und Europäisches Recht an der Universität Lettlands; ab 2009 unterrichtete Kučs auch am Lettischen Justizausbildungszentrum. 2010 folgte ein Forschungsaufenthalt als Fulbright-Gastwissenschaftler an der University of Connecticut. Ab 2016 war er lettischer ad-hoc-Richter am Europäischen Gerichtshof für Menschenrechte. Von 2017 bis 2024 war er Richter am lettischen Verfassungsgericht sowie ab 2021 stellvertretendes Mitglied der Venedig-Kommission und ab 2022 Mitglied des Verwaltungsrats der Agentur der Europäischen Union für Grundrechte.
Im April 2024 wurde Kučs als Vertreter Lettlands zum Richter am Europäischen Gerichtshof für Menschenrechte gewählt. Er trat seine voraussichtlich neunjährige Amtszeit am 3. September 2024 an.